# El Gordo y el Flaco (película de 2018)
El Gordo y el Flaco (Stan & Ollie) es una película biográfica británica de 2018 dirigida por Jon S. Baird a partir de un guion de Jeff Pope, basada en las vidas de los comediantes Laurel y Hardy. La cinta está protagonizada por Steve Coogan y John C. Reilly como Stan Laurel y Oliver Hardy, respectivamente. Se estrenó el 21 de octubre de 2018 en la clausura de la gala del Festival de Cine de Londres. La película fue lanzada en los Estados Unidos el 28 de diciembre de 2018 y en el Reino Unido el 11 de enero de 2019.
La película se enfoca en los detalles de la relación personal del dúo cómico mientras relata como se embarcaron en una complicada gira musical en el Reino Unido e Irlanda durante 1953 y luchaban para tratar de hacer otra película.

## Sinopsis
En 1937, mientras realizaban Way Out West, Stan Laurel se niega a renovar su contrato con Hal Roach, debido a que Stan cree que el estudio y el propio Roach no quieren reconocer financieramente la fama global que el dúo disfrutaba en esa época. Oliver Hardy sigue con Roach en un contrato distinto y no se le permite ir, con el estudio intentando emparejarlo con Harry Langdon en la película Zenobia, y mientras Laurel y Hardy pronto volverían a estar juntos nuevamente, la ausencia de Ollie durante una reunión con Fox resulta en ellos no siendo firmados por el estudio, dejando a Stan traicionado y amargado por años.
En 1953, el dúo cómico se embarca en una agotadora gira musical en Reino Unido e Irlanda mientras luchan para poder realizar otra película: una adaptación cómica de Robin Hood. La mala publicidad en Bretaña manejada por el productor Bernard Delfont implica que la gira empieza con teatros callejeros casi vacíos con Delfont estando más interesado en su futura estrella Norman Wisdom. Tardíamente, Delfont organiza apariciones públicas y se esparce la palabra de la visita del dúo en Bretaña, resultando en que llenen locales más prestigiosos.
Durante la gira el dúo, motivados por Stan, continua escribiendo y desarrollando gags para la película. Hay un ominoso silencio por parte de su productor londinense. Cuando la gira pasa por Londres, Stan visita al productor de la película y descubre que no hay fondos suficientes para su financiamiento, y el proyecto es cancelado. No puede contárselo a Ollie y el desarrollo de su libreto prosigue.
Pronto se reúnen con sus respectivas esposas, Ida y Lucille, en el Hotel Savoy en Londres, antes de que ellos actúen en dos funciones dos semanas en el cercano Lyceum Theatre. Tras la apertura en el Lyceum, una fiesta se realiza en honor a ellos. En la fiesta, las tensiones entre las dos esposas hacen que Delfont comente que tiene dos dúos cómicos por el precio de uno. Mientras la noche progresa, los sentimientos de Stan sobre la traición de Ollie vienen a la superficie luego de que su esposa habla de la "película del elefante", resultando en los dos teniendo un argumento sobre el fiasco del contrato de películas que los dividió. Mientras Stan descarga su resentimiento reprimido sobre lo que él considera una traición de su amistad y acusa a Ollie de ser holgazán, Ollie responde con sus propios sentimientos reprimidos hacia Stan, reclamando que ellos no eran en realidad amigos, sino que sólo estaban juntos porque Hal Roach Studios los juntó y que Stan nunca lo quiso como amigo sino que solo amó a Laurel y Hardy. Como resultado de la discusión Ollie deja la fiesta con su esposa, quién también tuvo una discusión con la esposa de Stan, dejando a Stan solo.
A pesar de que su amistad recibió un golpe, ellos continúan con sus apariciones públicas, las cuales incluyen hacer de jueces en un concurso de belleza en un resort en una playa en Worthing. Ollie se niega a hablar con Stan a pesar de los intentos de este último. Justo cuando están a punto de anunciar a la ganadora, Ollie colapsa de un ataque cardíaco y es obligado a descansar. Informado dos días después de que es poco probable de que Ollie se mejore a tiempo para continuar gira, Delfont sugiere que un bien conocido cómico inglés tome el lugar de Ollie. Cuando Stan visita a Ollie en su habitación, Ollie le dice a Stan que quiere retirarse inmediatamente, explicándole que un doctor le advirtió que no debe volver a actuar en los escenarios otra vez porque la presión puede ser fatal; él y su esposa volverán a América tan pronto como sea posible. Entrando en la cama con el para acompañarlo, Stan le pregunta a Ollie si era en serio lo que dijo él en la fiesta. Ambos admiten que no habían hablando en serio lo que se dijeron y comparten un momento silencioso juntos.
En la noche del siguiente show, Stan encuentra imposible trabajar con el cómico inglés que Delfont contrató como substituto debido a que simplemente no era Ollie y la actuación es cancelada, para molestia de Delfont. Cuando su esposa lo encuentra en el bar, Stan le confiesa que él quiere a Ollie como amigo y que busca volver a America en lugar de seguir con la gira, aunque le pide que Ollie no se entere de que se va. Ollie a cambio decide que no puede pasar el resto de su vida en cama y deja su habitación justo cuando su esposa vuelve. Mientras empacan, la esposa de Stan escucha a alguien tocar la puerta; Stan se soprende al ver a Ollie. Ambos finalmente reconocen la verdadera amistad que existe entre ellos. Mientras se perdonan en silencio, Ollie sonrie y le dice a Stan que ellos tienen una función que hacer, haciendo que su amigo sonría; y a pesar de su enfermedad, Ollie actúa en el escenario con Stan, recibiendo fuertes aplausos de la audiencia. Mientras van en barco a Irlanda para continuar la gira, Stan confiesa que engañó a Ollie sobre la película pese a seguir trabajando en ella. Ollie confiesa a cambio que él adivinó la verdad por la conducta de Stan, confundiendo a Stan enormemente mientras este último pregunta por qué trabajaban en el libreto si Ollie sabía la verdad por algún tiempo. Ollie admite que trabajar en el libreto era lo único que podían hacer. Tras llegar a Irlanda, el dúo es bien recibido por una enorme cantidad de fanes, tanto jóvenes como viejos, las campanas de la iglesia del pueblo tocan el tema musical de ellos y continúan completando la gira con una fuerte aclamación de sus seguidores a pesar del pésimo estado salud de Ollie.
Al término de la película, un epílogo escrito revela que la gira fue la última vez que ellos trabajaron juntos. La salud de Ollie siguió deteriorandose tras la gira, culminando en su muerte en 1957; Stan, devastado por la muerte de su amigo, se negó a trabajar sin su compañero y se retiró, falleciendo ocho años después en 1965. Stan siguió escribiendo sketeches para Laurel y Hardy en los últimos ocho años de su vida.

## Reparto
- Steve Coogan como Stan Laurel.
- John C. Reilly como Oliver Hardy.
- Shirley Henderson como Lucille Hardy.
- Danny Huston como Hal Roach.
- Nina Arianda como Kitaeva Laurel.
- Rufus Jones como Bernard Delfont.
- Susy Kane como Cynthia Clark.

## Recepción
Stan & Ollie ha recibido reseñas positivas de parte de la crítica y de la audiencia. En el sitio web especializado Rotten Tomatoes, la película posee una aprobación de 92%, basada en 223 reseñas, con una calificación de 7.5/10 y con un consenso crítico que dice: "Stan & Ollie rinde homenaje a un par de amados animadores con una mirada afectuosa detrás de las escenas y una mirada conmovedora a las cargas y bendiciones de un vínculo creativo". De parte de la audiencia tiene una aprobación de 83%, basada en más de 1000 votos, con una calificación de 4.0/5.
El sitio web Metacritic le ha dado a la película una puntuación de 75 de 100, basada en 41 reseñas, indicando "reseñas generalmente favorables". En el sitio IMDb los usuarios le han dado una calificación de 7.2/10, sobre la base de 37 792 votos. En la página web FilmAffinity la cinta tiene una calificación de 6.5/10, basada en 4074 votos.

## Premios
64.ª edición de los Premios Sant Jordi
| Categoría                          | Candidato      | Resultado |
| ---------------------------------- | -------------- | --------- |
| Mejor actor en película extranjera | John C. Reilly | Ganador   |